# 서제이
서제이(1978년~)는 대한민국의 가수다. 2008년 싱글 앨범 [사랑이 싫어]로 데뷔했다.

## 방송
- 불후의 명곡 - 전설을 노래하다 (2022)
- 열린음악회(2022)

## 공연
- 정영주 콘서트(2013)
- 남자가 사랑할 때(2013)
- 온달 영웅의 노래(2013)
- 제18회 김제시립합창단 정기연주회(2019)
- 2019 K-WORLD FESTA [K-SOUL 콘서트](2019)
- 2019 K-WORLD FESTA [MUSICAL SUPER CONCERT](2019)
- 제19회 김제시립합창단 정기연주회(2020)
- 제63회 군산시립교향악단 기획연주회 All About Musical(2021)

## 경력
- 군산대학교 홍보대사(2011)

## 수상
- 소리바다 베스트 케이뮤직 어워즈 신한류 소셜 보이스상(2018)

## 도서
- 셀프스터디 보컬 트레이닝(Self study Vocal Training) (2014)

## 가족
- 오빠